# سیندی بروگدون
سیندی بروگدون (انگلیسی: Cindy Brogdon؛ زادهٔ february ۲۵, ۱۹۵۷ (۶۸ سال)) ورزشکار بسکتبال اهل ایالات متحده آمریکا است.
وی در مسابقات کشوری و بین‌المللی در مجموع برندهٔ ۱ مدال نقره شده‌است.